# Silver Lake (Mescalero Apache Reservation)
Der Silver Lake ist ein See in der Mescalero Apache Reservation im Otero County in New Mexico. Er liegt an der State Route 244 zwischen Mescalero und Cloudcroft. Am Silver Lake gibt es einen Campingplatz, der vom Reservat betrieben wird.